# Two and One
Two and One è un film del 2022 diretto da Ivan Andrew Payawal.

## Trama
Resisi conto di non essere sessualmente compatibili, Tino e Chan si mettono alla ricerca un terzo uomo e lo trovano nella persona dell'attraente surfista Joaquin. Ma ben presto la loro storia inizierà ad incrinarsi proprio a causa della gelosia.